# NGC 2636
NGC 2636 este o galaxie eliptică situată în constelația Girafa. A fost descoperită în 27 iulie 1883 de către Ernst Wilhelm Tempel. Se află la o distanță de 30,23 de megaparseci de Pământ.